# 牛魂节
牛魂节也叫牛王节，是短衣壮的一个传统节日，定于农历六月初六，故也称六月六。过节时，人们给牛极高的待遇，任牛自由吃草；吃牛粪饭（或称牛屎饭）、竹鼠肉，并相互敬酒（实为喂酒）。